# Десятни
Деся́тни — вид делопроизводственной документации в Русском государстве в XVI—XVII веках, представляющие собой списки служилых людей по отечеству. Создавались с целью контроля за войском и выдачи денежного и земельного жалования.

## История
В десятнях вели реестр старых служилых военных, они предназначались для включения новых с последующим их верстанием (установлением оклада жалования). Десятни составлялись чиновниками, производившими разбор, верстание и раздачу денежного жалования: местный городовой воевода, полковой воевода или специально назначенное  царем лицо. Часто им мог быть боярин или дьяк. Эти действия производились по наказу из Разрядного приказа с помощью окладчиков из местных служилых людей. Верстание могло проходить в самом Разрядном приказе (или Иноземном).
Первые сведения о переписях служилых людей относятся к 20-м годам XVI века. Согласно сообщению Сигизмунда Герберштейна: "Каждые два или три года государь производит набор по областям и переписывает детей боярских с целью узнать их число и сколько у каждого лошадей и слуг. Затем, как сказано выше, он определяет каждому способному служить жалованье".  Самые ранняя из дошедших до нас десятен - каширская, относится к Серпуховскому смотру в 1556 году . Оригинал этого документа не сохранился, тем не менее, не вызывает сомнений сам факт составления многочисленных десятен, упоминания которых сохранились в описи  Разрядного архива.
Составление десятен продолжалось до середины XVII столетия, после чего они были заменены иным видом делопроизводственной документации - разборными книгами и книгами раздачи денежного жалованья. Этот вид документации больше подходил к условиям продолжительной войны с Речью Посполитой и изменениям, которые произошли в военной организации русского дворянства с появлением полков нового строя. Тем менее название десятня продолжало использоваться в некоторых случаях и во второй половине XVII века. Так сохранилось несколько десятен сибирских служилых городов.

## Виды десятен
В зависимости от целей составления выделяются следующие типы:
- Разборные. Создавались с целью контроля боеготовности воинов. В них заносились сведения о наступательном и защитном вооружении помещиков и их боевых холопов и о конях (т. н. конность, людность, оружность и доспешность). Так же в них могла содержаться информация о землевладении дворян и детей боярских (расположение и размеры поместий и вотчин, количество крестьян в них). Во второй половине XVII века вместо них составлялись Разборные книги.
- Раздачи денежного жалованья. Служили для денежной раздачи, а в некоторых случаях — для поместного и денежного верстания, то есть для пересмотра денежного и поместного оклада служилых людей. Основной информацией в этом случае были размеры выплаченного жалованья, иногда с указанием служб дворян и детей боярских. В XVII веке появились Раздаточные книги.
- Верстальные. В них заносились сведения о новиках при их верстании на службу и назначении им оклада. Оклад начислялся в зависимости от знатности рода, к которому принадлежал служилый человек и его личным заслугам.

В зависимости от задач смотра, разборные десятни могли объединять в себе все три функции, в случае когда вместе с разбором проводилась денежная раздача и верстание молодых дворян.

## Структура десятен
Типичная десятня состоит из преамбулы и непосредственно текста. В преамбуле воспроизводился указ о проведении смотра, денежной раздачи или верстания, указывалось место и время их проведения, имена руководителей смотра, а также перечислялись имена окладчиков.
Далее следовал перечень дворян и детей боярских. Последовательность их перечисления могла быть различной. Наиболее распространённым был следующий порядок. Служилые люди вносились в десятню последовательно по категориям: выборные (или выбор), дворовые, городовые и новики. Внутри этих категорий служилые люди перечислялись в порядке убывания размера поместного оклада. После этого в разном порядке следовали прочие категории: недоросли (дети не достигшие 15 лет или не верстанные молодые дворяне), вдовы и девки. В некоторых случаях в десятню  вносились иные группы служилых людей, который несли службу "с земли": поместные казаки, иноземцы, новокрещены, служилые татары.
Реже встречается иной порядок записи. В 1630-хх годах временно использовалось деление дворян и детей боярских на статьи в зависимости от их службы. В этом случае в десятню вносились сначала служилые люди первой статьи вне зависимости от категории, затем второй и третьей. Ещё менее распространённым был порядок записи  в зависимости от готовности к службе.
Формуляр записи сведений о служилом человеке в целом сложился к XVII веку. Наиболее полные сведения содержат формуляры разборных десятен и особенно смотра 1621-22 гг.

Формуляр тверской разборной десятни 1621 года

Иван Ондреев сын Ододуров (Выборный дворянин, поместный оклад - 650 четвертей):

«Окладчики и городом сказали: головою своею добр и служивал на добром коне, и простой конь за ним бывал, а служилых людей за ним не бывало. А поместье за ним в Тверском уезде полсельца Ондреевского с пустошми в дачах 200 чети, да деревня Овсянникова, а крестьян за ним в том поместье 4 человека да 4 бобыля, да за ним же поместье на Вологде деревня Виторьева с деревнями и с пустошми в дачах 112 чети, а крестьян в том вологодском поместье 10 человек да 7 бобылей, да за ним же во Тверском уезде вотчина купленная сельцо Юрсобино с пустошми 90 чети и та вотчина пуста от литовского разоренья, да во Тверском же уезде у него 2 пустоши купленные: пустошь Деревягино 120 чети, и та вотчина пуста ж, да за ним же родственная вотчина полсельца Хвостова с пустошми 15 чети, а в ней всего 2 бобыля и с тово де, без государева жалования Иван будет на добром коне, а простого коня и служилого человека за ним не будет. А Иван сам сказал тож: что на государевой службе будет он без жалования на добром коне, а государева ему жалования из чети 22 рубля и как государь пожалует велит ему свое государево жалование дати и он на службе будет на середнем коне, да за ним же будет простой конь добрый, а под человеком который с простым конем будет конишко обышной»

## Процедура составления
Составление десятен происходила на основании царского указа по росписи из Разрядного приказа. Для проведения смотра назначался член Боярской думы (как правило в чине боярина или окольничего) и дьяк одного из приказов. В Разрядном приказе они получали черновой московский список с перечнем имён и указание окладов служилых людей. Составление разрядных десятен и десятен денежной раздачи происходило, как правило, в уездных центрах, при этом дворяне и дети боярские нескольких уездов съезжались в один город. Иногда денежная раздача проводилась в Москве.
Для получения и проверки информации, заносимых в десятни из числа наиболее авторитетных дворян служилого города выбирались окладчики, число которых в зависимости от численности корпорации колебалось от нескольких человек до нескольких десятков. Информация представляемая дворянами сверялась со сведениями окладчиков. В случае неявки служилого человека на смотр данные о нём сообщали также окладчики или другие представители служилого города. Десятни составлялись на отдельных листах бумаги, после чего сшивались в книги, снабжаясь картонным переплётом, обтянутым кожей.

## Сохранность
Сохранность корпуса десятен неравномерна. До периода Смутного времени включительно десятни сохранились лишь в отдельных экземплярах. Гораздо большая сохранность наблюдается среди десятен 1620-40-х гг. Основная часть документов (около 300 единиц хранения) хранится в фондах Разрядного приказа (фонд 210, опись 4) Российского государственного архива древних актов, куда они попали из Московского архива министерства юстиции. Небольшая коллекция десятен (около 10 единиц хранения) находится в Эрмитажном собрании отдела рукописей Российской Национальной Библиотеки
Большая часть сохранившихся документов относится к четырем большим смотрам служилых городов (дворянских корпораций): большого смотра 1621-22 гг. в преддверии возможной войны с Речью Посполитой, 1630-31 гг. накануне Смоленской войны, 1634 г. по окончании Смоленской войны и 1648-49 гг. в период строительства Белгородской засечной черты. Часть сохранившихся десятен представляют собой копии, восстановленные по черновым записям Рязрядного приказа, после пожара 1626 года.